# Bennelong Point
Bennelong Point est un quartier de la ville de Sydney, situé dans l'État de Nouvelle-Galles du Sud en Australie. Il est le lieu où est situé l'opéra de Sydney.

## Histoire
Bennelong Point, anciennement appelé « Cattle Point », était auparavant une île accessible à marée basse de la baie de Sydney, rattachée depuis à la terre ferme.
Le lieu doit son nom à Bennelong (~1764 - 1813), un Aborigène qui servit d'intermédiaire avec les colons britanniques.

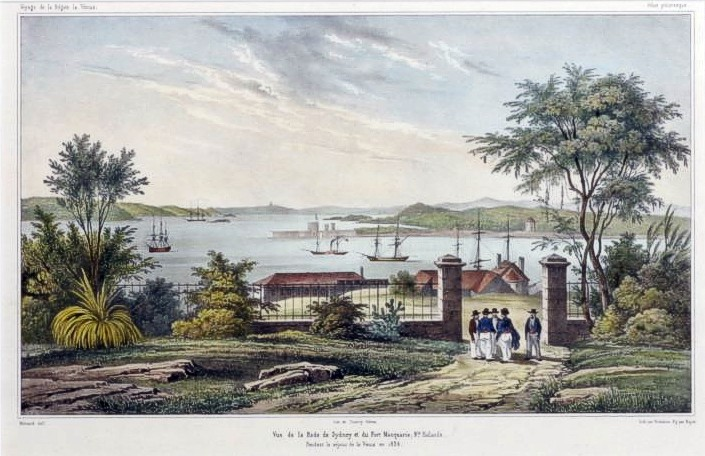
Lithographie de Bennelong Point et Fort Macquarie vers 1841.
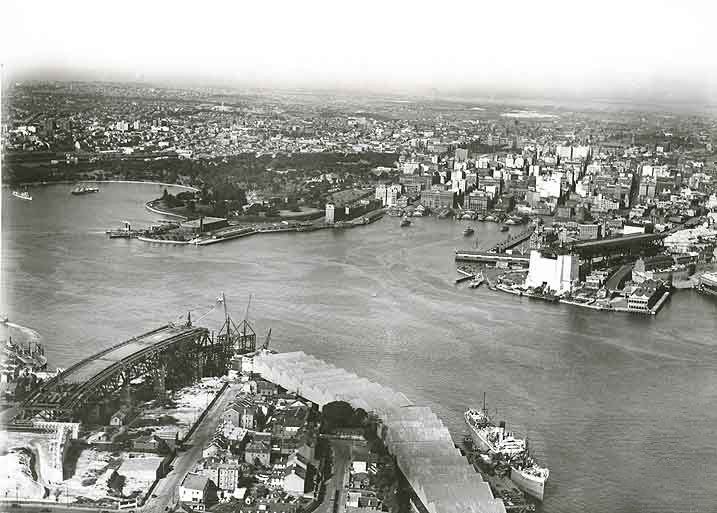
Bennelong Point et Fort Macquarie durant les années 1920.